# Kim Yu-mi
Kim Yu-mi (Hangul: 김유미), también conocida como Yumi Kim, es una exreina de belleza y actriz surcoreana, ella fue coronada Miss Corea 2012 y representó a su país en el Miss Universo 2013. Actualmente es representada por Starhaus Entertainment.

## Filmografía

### Series
| Año  | Título            | Papel         | Red  |
| ---- | ----------------- | ------------- | ---- |
| 2014 | Naeil´s Cantabile | Chae do-kyung | KBS2 |
| 2015 | The Dearest Lady  | Kang Se-ran   | MBC  |
| 2017 | Radiant Office    | Lee Hyo-ri    | MBC  |

### Videos musicales
| Año  | Título       | Artista | Notas |
| ---- | ------------ | ------- | ----- |
| 2014 | Three People | Toy     |       |
| 2015 | My House     | 2PM     |       |

## La controversia de su cirugía estética
Poco después de ganar el Miss Corea, fotos de Kim más joven aparecieron en línea mostrando una diferencia dramática en su aspecto antes y después de la cirugía estética, causando un gran revuelo en los medios de comunicación de Corea acerca de la prevalencia de la cirugía estética. A lo que ella respondió en una entrevista "me sorprende que los diarios hagan ver esto como que yo he dicho que soy una belleza natural, nunca he dicho que yo haya nacido hermosa."